# Watson (Arkansas)
Watson es una ciudad ubicada en el condado de Desha en el estado estadounidense de Arkansas. En el Censo de 2010 tenía una población de 211 habitantes y una densidad poblacional de 395,47 personas por km².

## Geografía
Watson se encuentra ubicada en las coordenadas 33°53′38″N 91°15′26″O / 33.89389, -91.25722. Según la Oficina del Censo de los Estados Unidos, Watson tiene una superficie total de 0.53 km², de la cual 0.53 km² corresponden a tierra firme y (0%) 0 km² es agua.

## Demografía
Según el censo de 2010, había 211 personas residiendo en Watson. La densidad de población era de 395,47 hab./km². De los 211 habitantes, Watson estaba compuesto por el 68.25% blancos, el 29.86% eran afroamericanos, el 0% eran amerindios, el 0% eran asiáticos, el 0% eran isleños del Pacífico, el 0.95% eran de otras razas y el 0.95% pertenecían a dos o más razas. Del total de la población el 1.42% eran hispanos o latinos de cualquier raza.